# Gerda Johansson
Gerda Matilda Eleonora Johansson (Estocolm, 14 de març de 1891 – Estocolm, 10 d'abril de 1965) va ser una saltadora sueca que va competir a començaments del segle xx.
El 1912 disputà la prova de palanca de 10 metres del programa de salts, on quedà eliminada en la primera ronda.